# Tennistavolo ai Giochi della XXIV Olimpiade

## Podi

### Uomini
| Evento                      | Oro                             | Argento                                   | Bronzo                                  |
| Singolo maschile (dettagli) | Yoo Nam-Kyu                     | Kim Ki-Taik                               | Erik Lindh                              |
| Doppio maschile (dettagli)  | Cina Chen Longcan Wei Qingguang | Jugoslavia Ilija Lupulesku Zoran Primorac | Corea del Sud Ahn Jae-hyung Yoo Nam-Kyu |

### Donne
| Evento                       | Oro                                       | Argento                    | Bronzo                                   |
| Singolo femminile (dettagli) | Chen Jing                                 | Li Huifen                  | Jiao Zhimin                              |
| Doppio femminile (dettagli)  | Corea del Sud Hyun Jung-Hwa Yang Young-ja | Cina Chen Jing Jiao Zhimin | Jugoslavia Jasna Fazlić Gordana Perkučin |

## Medagliere
| Posizione | Paese         |   |   |   | Totale |
| --------- | ------------- | - | - | - | ------ |
| 1         | Cina          | 2 | 2 | 1 | 5      |
| 2         | Corea del Sud | 2 | 1 | 1 | 4      |
| 3         | Jugoslavia    | 0 | 1 | 1 | 2      |
| 4         | Svezia        | 0 | 0 | 1 | 1      |
| Totale    | Totale        | 4 | 4 | 4 | 12     |